# Liste der Monuments historiques in Venteuil
Die Liste der Monuments historiques in Venteuil führt die Monuments historiques in der französischen Gemeinde Venteuil auf.

## Liste der Objekte
| Bezeichnung                       | Beschreibung           | Standort                           | Kennzeichnung | Schutzstatus | Datum | Bild |
| --------------------------------- | ---------------------- | ---------------------------------- | ------------- | ------------ | ----- | ---- |
| Pietà                             | Stein, 16. Jahrhundert | in der Kirche Ste-Geneviève (Lage) | PM51001136    | Classé       | 1966  |      |
| Epitaph für Didière d’Ancienville | Stein, bezeichnet 1520 | in der Kirche Ste-Geneviève (Lage) | PM51003455    | Inscrit      | 2002  |      |